# 이치노타니촌
이치노타니촌(일본어: 一ノ谷村)은 일본 가가와현 미토요군에 있던 촌이다. 
마을회관은 그후 JA가가와현 이치노야 지점으로 바뀌었다. 

## 역사
- 1890년 2월 15일 - 정촌제 시행에 수반해 도요타군 이치노타니촌이 성립하였다.
- 1899년 3월 16일 - 군의 통합에 의해 미토요군이 되었다.
- 1956년 9월 30일 - 간온지시에 편입해 소멸하였다.

## 참고 문헌
- 角川日本地名大辞典編纂委員会, 『角川日本地名大辞典 43 香川県』, 1985, 角川書店
- 四国新聞社 編『香川年鑑』 昭和30年、四国新聞社、高松市、1954年11月30日。doi:10.11501/3022103。 NCID BB10788678。OCLC 673819408。